# Love Is on the Radio
«Love Is on the Radio» es una canción de la banda británica de pop rock McFly. Fue escrita por los integrantes de la banda Tom Fletcher y Danny Jones junto a James Bourne. 

## Antecedentes y lanzamiento
Versiones alternativas de la canción fueron lanzadas el mismo día, incluyendo las colaboraciones con Silent Aggression Mix, McBusted Mix y Hopeful Live Mix, mientras que Me & Mrs F Mix se lanzó el 26 de noviembre. La colaboración con McBusted fue el primer lanzamiento de Busted en nueve años. La versión de McBusted estaba disponible para pre-pedido junto con las entradas del McBusted Tour, así como en iTunes. La versión demo de «Love Is on the Radio» estaba disponible para comprar junto con un paquete de CD.

## Video musical
El video musical presenta una parodia de la escena del video musical de «Wrecking Ball» de Miley Cyrus.

## Posicionamiento en listas
| Listas (2013)                                  | Mejor posición |
| ---------------------------------------------- | -------------- |
| Escocia (Official Charts Company)              | 5              |
| Irlanda (IRMA)                                 | 20             |
| Reino Unido Singles (Official Charts Company)  | 6              |
| Reino Unido Download (Official Charts Company) | 10             |
| Reino Unido Indie (Official Charts Company)    | 1              |